# وادي الشريعة
وادى الشريعة أو وادى الشلاله أو وادى غزه...لهى امتداد لمجرى وادى واحد ينبع من جبال الخليل وجبال النقب و يسير من خلال النقب و من أراضي قبيله الترابين و غيرها من القبائل متجها إلى الغرب حتى يصل إلى غزه و يصب في البحر الأبيض المتوسط... و لكن في كل منطقه يمر بها يسمى باسمه...فمثلا هذا الوادى يسمى عندما يمر في غزه و يصب في البحر الأبيض يسمى وادى غزه... ويسمى في جزء آخر منه وادى الشريعة و في جزء آخر وادى الشلاله و هكذا...